# Seznam osebnosti iz Občine Hodoš
Seznam osebnosti iz Občine Hodoš vsebuje osebnosti, ki so se tu rodile, delovale ali umrle.
Občina Hodoš ima 2 naselji: Hodoš in Krplivnik. 

## Pravo
- Boris Štefanec (1954, Murska Sobota – ), pravnik

## Religija
- Blaž Berke (1754, Kančevci – 1821, Nemespátró), evangeličanski duhovnik, pisatelj, pesnik
- Juri Cipot (1794, Černelavci– 1834, Hodoš), evangeličanski duhovnik in pisatelj
- Rudolf Cipot (1825, Hodoš – 1901, Puconci), evangeličanski duhovnik, učitelj in pisatelj
- Janoš Kardoš (1801, Noršinci – 1873, Hodoš), evangeličanski duhovnik, pisatelj in prevajalec
- Mihael Kotsmar (Kerčmar?) (1698, Hodoš – 1750, Szák), evangeličanski duhovnik in pisatelj

## Šolstvo
- Károly Fenyves (1865, Lasznak – 1957, Hodoš), učitelj

## Razno
- Ernest Eőry (1936, Hodoš – 2016, Maribor), gasilski častnik, inženir agronomije